# Treffort-Cuisiat
Treffort-Cuisiat is een voormalige gemeente in het Franse departement Ain in de regio Auvergne-Rhône-Alpes, telt 2011 inwoners (2005).
De gemeente is in 1972 ontstaan door de fusie van de toenmalige gemeenten Cuisiat en Treffort en maakte deel uit van het arrondissement Bourg-en-Bresse tot de gemeente op 1 januari 2016 fuseerde met Pressiat tot de huidige gemeente Val-Revermont.

## Geografie
De oppervlakte van Treffort-Cuisiat bedraagt 39,5 km², de bevolkingsdichtheid is 50,9 inwoners per km².
De onderstaande kaart toont de ligging van Treffort-Cuisiat met de belangrijkste infrastructuur en aangrenzende gemeenten.

## Demografie
Onderstaande figuur toont het verloop van het inwonertal (bron: INSEE-tellingen).
Vanwege een beveiligingsprobleem met de MediaWiki Graph-software is het momenteel niet mogelijk deze grafiek weer te geven. Zodra de software is bijgewerkt zal de grafiek vanzelf weer zichtbaar worden.